# Марьино (городской округ Солнечногорск)
Марьино — деревня в Московской области России. Входит в городской округ Солнечногорск. Население — 565 чел. (2010).

## География
Деревня Марьино расположена в центральной части Московской области, на юго-западе округа, на Пятницком шоссе Р111, примерно в 18 км к югу от города Солнечногорска, в 29 км к северо-западу от Московской кольцевой автодороги.
К деревне приписано 2 жилищно-строительных кооператива и 5 садоводческих некоммерческих товариществ. Связана прямым автобусным сообщением с Солнечногорском и Зеленоградом. Ближайший населённый пункт — деревня Лыткино.

## История
В «Списке населённых мест» 1862 года Марьино — владельческая деревня 2-го стана Звенигородского уезда Московской губернии по правую сторону тракта из города Воскресенска в город Клин, в 31 версте от уездного города, при пруде, с 19 дворами и 107 жителями (54 мужчины, 53 женщины).
По данным на 1890 год — деревня Еремеевской волости Звенигородского уезда со 126 душами населения.
В 1913 году — 25 дворов.
По материалам Всесоюзной переписи населения 1926 года — деревня Лыткинского сельсовета Еремеевской волости Воскресенского уезда Московской губернии на Пятницком шоссе, в 5,33 км от станции Поворово Октябрьской железной дороги, проживало 186 жителей (98 мужчин, 88 женщин), насчитывалось 38 крестьянских хозяйств.
С 1929 года — населённый пункт в составе Воскресенского района Московского округа Московской области. Постановлением ЦИК и СНК от 23 июля 1930 года округа как административно-территориальные единицы были ликвидированы.
1929—1930 гг. — деревня Лыткинского сельсовета Воскресенского района.
1930—1932 гг. — деревня Лыткинского сельсовета Сходненского района.
1932—1954 гг. — деревня Лыткинского сельсовета Солнечногорского района.
1954—1957 гг. — деревня Соколовского сельсовета Солнечногорского района.
1957—1960 гг. — деревня Соколовского сельсовета Химкинского района.
1960—1963 гг. — деревня Соколовского сельсовета Солнечногорского района.
1963—1965 гг. — деревня Соколовского сельсовета Солнечногорского укрупнённого сельского района.
1965—1994 гг. — деревня Соколовского сельсовета Солнечногорского района.
В 1994 году Московской областной думой было утверждено положение о местном самоуправлении в Московской области, сельские советы как административно-территориальные единицы были преобразованы в сельские округа.
С 1994 до 2006 гг. деревня входила в Соколовский сельский округ Солнечногорского района..
С 2005 до 2019 гг. деревня включалась в Соколовское сельское поселение Солнечногорского муниципального района.
С 2019 года деревня входит в городской округ Солнечногорск, в рамках администрации которого деревня относится к территориальному управлению Соколовское.

## Население
| 1852 | 1859 | 1890 | 1899 | 1926 | 1966 | 1998 |
| ---- | ---- | ---- | ---- | ---- | ---- | ---- |
| 101  | ↗107 | ↗126 | ↘96  | ↗186 | ↘56  | ↘10  |
| 2002 | 2010 |      |      |      |      |      |
| ↘3   | ↗565 |      |      |      |      |      |